# 17488 Mantl
17488 Mantl (1991 TQ6) là một tiểu hành tinh vành đai chính được phát hiện ngày 2 tháng 10 năm 1991 bởi L. D. Schmadel và F. Borngen ở Tautenburg.